# Alistra radleyi
Alistra radleyi là một loài nhện trong họ Hahniidae.
Loài này thuộc chi Alistra. Alistra radleyi được Eugène Simon miêu tả năm 1898.